# きょうの世界
『きょうの世界』（きょうのせかい）は、NHK衛星第1テレビ（NHK BS1）で平日午後10時から放送されていた海外専門の報道番組である。主に、当日に日本国外で放送されたニュース番組の再構築と特集で構成する。

## 番組の概要
NHK BS1は1989年に本放送を開始して以来、平日プライムタイムの中心番組として日本国外のニュース番組を放送していた。ニュース番組の更なる充実のコンセプトを基にBS1をリニューアルし、2004年11月1日に当番組を開始する。ヨーロッパや北アメリカ、東アジアのニュース番組を中心に、中近東やオセアニアの動向も伝える。特集では、海外にあるNHKの総局・支局の特派員によるリポートや、NHK解説員や専門家を招待しての分析などを行う。2009年度までは22時台は世界各国の主なニュースと話題を、23時台は特集やリポートを中心に放送していた。
おはよう世界・経済最前線と同様に、日本の祝日、ならびに盆休み・年末年始の期間（それぞれ1 - 2週間）は特別番組のため休止する。

### 頻出する放送局
- BBC ( イギリス)
- F2 ( フランス)
- ZDF ( ドイツ)
- R1 ( ロシア)
- ABC ( アメリカ合衆国)
- CNN ( アメリカ合衆国)

- CCTV ( 中国)
- 上海テレビ ( 中国)
- ATV ( 香港)
- KBS ( 韓国)
- アルジャジーラ ( カタール)

### 2009年度までの進行内容
22時台
- 今日のメインニュース
- 特集
- 最新ニュース - 日本時間で夜に放送（主にアジア）
- 今日の時事英語 - 『ABCニュースシャワー』の短縮版

23時台
- 特集
- 世界の天気

## 歴史
2003年11月 - 2004年10月
- それまで「BS23」で放送していた「ワールドニュース」パートを、2003年11月「BSニュースきょうの世界」としてリニューアル。

2004年11月 - 2005年3月
- BS1の24時間ニュースチャンネル構想に基づき、大幅に発展・拡大。「きょうの世界」と改題され、19時台から21時台にかけての放送となる。
- 19時台は特にアジア地域のスポットを当て、アジア各地からのニュースやリポート、アジアに関した特集などを放送。
- 20時台前半はアジアを含めた世界各地のニュースやリポート・特集を放送。
- 20時台後半はアメリカ・ABCのニュース番組『ナイトライン』を放送。
- 21時台は「きょうの世界 経済最前線」として、経済情報を中心に放送。

2005年4月 - 2010年3月
- これまでプロ野球がシーズンオフとなる11月～翌3月は19時～21時台に放送していたが、これより一年を通じて22時～23時台に固定し放送時間も短縮される。同時に「経済最前線」は「きょうの世界」から分離独立し、完全な別番組となる。
- 途中23:00～23:15は「NHK BSニュース」を放送（「BSニュース」放送時のみ2008年3月28日まではNHKワールドTVでもサイマル放送されていた）。
- 2006年1月、これまでの内容に加え、22時台に各放送局のニュース番組のダイジェスト版を放送するコーナーが新設された。またキャスター2名以外のアシスタントは画面から姿を消し、ニュースリーダーのみの出演となる。
- BSニュースセンター（BS-NC）のハイビジョン設備更新などに伴い、2006年11月20日放送分よりデジタル放送では、標準画質（SD）ながら画角16:9のサイズで放送されている。
- 2007年12月19日は、韓国KBSが放送する韓国大統領選挙開票速報を同時放送するため18:10～21:00にも放送枠を設け、途中「BSニュース」を挟んで約2時間半にわたり特別番組を放送した。

2010年4月 - 2011年3月
- 衛星放送が2011年に2チャンネル体制に戻される（ハイビジョン専用チャンネルを廃止し、現在標準画質放送で提供しているBS1、BS2をハイビジョン放送に変更する）ことから、BS1は報道・スポーツに特化した編成の見直しを図ることとなった。
- その一環として、番組は23時台のパートを廃止して祝日を除く平日22時から22:50の50分番組に縮小することになった。

2011年4月 以降
- 2011年4月1日からの衛星放送の抜本的改正により、「ワールドニュースアワー」「おはよう世界」「きょうの世界」の国際ニュースのタイトルを統合し「ワールドWave」とすることになった。このうち平日22時から23時までのパートを「ワールドWaveトゥナイト」と題して放送することになったが、基本的には「今日の世界」の機能を引き継ぐ。

## 出演者
メインキャスター
- 長崎泰裕 （2003年4月 - 2007年6月29日　現･神戸局長）キャスター降板後もヨーロッパ総局長時代の2008年5月9日放送でセルビア・ベオグラードからの中継で登場し、現地を訪れていた市瀬キャスターとともに新旧キャスターの顔合わせとなった。
- 児玉良香 （2003年4月 - 2005年9月）
- 城向あかり （2004年11月 - 2005年3月、19時台のみ）
- 市瀬卓 （2007年7月2日 - 番組終了）
- 丁野奈都子 （2005年10月3日 - 番組終了）

ニュースリーダー
声のみの出演であり、番組中の「顔出し」はない。
- 鈴木康子 （2006年4月3日 - 2007年9月21日）
- 岩渕梢 （2006年4月10日 - 2010年9月20日） 2009年3月19日・11月2日[3]・2010年4月30日[4]の放送では、番組内の特集企画および特別番組の取材のためドイツ及び中国・上海へ出張していた丁野キャスターに代り、メインキャスターを務めている。
- 川辺小都子 （2007年10月1日 - 番組終了、隔週担当）
- 佐野仁美 （2010年9月27日 - 番組終了、隔週担当）
- 木島京子

## テーマ曲
- 中村幸代「T.」（2003年4月 - 2010年3月26日）

中村のアルバム「Grace〜We are one〜」に収録されている。
- 中村幸代・原朋直・今野均ストリングス「T.2010」（2010年3月29日 - 番組終了）

中村はピアノ、原はトランペット、今野は弦楽器を演奏している。

## プライムタイムの変遷
「きょうの世界」の放送時間
|                  | 19:00     | 19:15              | 20:00                     | 20:15                     | 20:30              | 20:50              | 21:00     | 21:15                         | 21:34 | 22:00              | 22:15              | 22:30              | 22:45              | 22:50              | 23:00                     | 23:15                     | 23:30              | 23:40              | 23:45              |
| ---------------- | --------- | ------------------ | ------------------------- | ------------------------- | ------------------ | ------------------ | --------- | ----------------------------- | ----- | ------------------ | ------------------ | ------------------ | ------------------ | ------------------ | ------------------------- | ------------------------- | ------------------ | ------------------ | ------------------ |
| 2003/11- 2004/03 |           |                    | 20:00 BSﾆｭｰｽ きょうの世界 | 20:00 BSﾆｭｰｽ きょうの世界 | 20:30 経済最前線   | 20:50 BS50         |           |                               |       |                    |                    |                    |                    |                    |                           |                           |                    |                    |                    |
| 2004/04- 2004/10 |           |                    |                           |                           |                    |                    |           |                               |       |                    |                    |                    |                    |                    | 23:00 BSﾆｭｰｽ きょうの世界 | 23:00 BSﾆｭｰｽ きょうの世界 | 23:30 経済最前線   | 23:30 経済最前線   |                    |
| 2004/11- 2005/03 | 19:00 BSN | 19:15 きょうの世界 | 20:00 BSN                 | 20:15 きょうの世界        | 20:15 きょうの世界 | 20:15 きょうの世界 | 21:00 BSN | 21:15 きょうの世界 経済最前線 |       |                    |                    |                    |                    |                    |                           |                           |                    |                    |                    |
| 2005/04- 2005/12 |           |                    |                           |                           |                    |                    |           |                               |       | 22:00 BSN          | 22:15 経済最前線   | 22:15 経済最前線   | 22:45 きょうの世界 | 22:45 きょうの世界 | 23:00 BSN                 | 23:15 きょうの世界        | 23:15 きょうの世界 | 23:15 きょうの世界 | 23:15 きょうの世界 |
| 2006/01- 2006/03 |           |                    |                           |                           |                    |                    |           |                               |       | 22:00 BSN          | 22:15 経済最前線   | 22:30 きょうの世界 | 22:30 きょうの世界 | 22:30 きょうの世界 | 23:00 BSN                 | 23:15 きょうの世界        | 23:15 きょうの世界 | 23:15 きょうの世界 | 23:15 きょうの世界 |
| 2006/04- 2006/10 |           |                    |                           |                           |                    |                    |           |                               |       | 22:00 BSN          | 22:15 きょうの世界 | 22:15 きょうの世界 | 22:15 きょうの世界 | 22:15 きょうの世界 | 23:00 BSN                 | 23:15 きょうの世界        | 23:15 きょうの世界 | 23:15 きょうの世界 | 23:45 経済最前線   |
| 2006/11- 2010/03 |           |                    |                           |                           |                    |                    |           |                               |       | 22:00 BSN          | 22:15 きょうの世界 | 22:15 きょうの世界 | 22:15 きょうの世界 | 22:15 きょうの世界 | 23:00 BSN                 | 23:15 きょうの世界        | 23:15 きょうの世界 | 23:40 経済最前線   | 23:40 経済最前線   |
| 2010/04- 2011/03 |           |                    |                           |                           |                    |                    |           |                               |       | 22:00 きょうの世界 | 22:00 きょうの世界 | 22:00 きょうの世界 | 22:00 きょうの世界 | 22:50 BSN          |                           |                           |                    |                    |                    |

夜のワイドニュース
| 1992/10 - 1995/03    | ワールドステーション22 |
| 1995/04 - 1996/03    | BSニュースワイド21:50  |
| 1996/04 - 1998/03    | プライムタイムニュース |
| 1998/04 - 2000/03    | ワールドニュースBS22   |
| 2000/04 - 2003/10    | BS23ワールドニュース   |
| 2003/11 - 2004/10    | BSニュースきょうの世界 |
| 2004/11 - 2011/03    | きょうの世界           |
| 2011/04 - 2014/03/28 | ワールドWaveトゥナイト |
| 2014/03/31 -         | 国際報道2014           |